# Tschenglser Hochwand
Die Tschenglser Hochwand (italienisch Croda di Cengles) ist ein 3375 Meter hoher Gipfel der Laaser Berge in den Ortler-Alpen, einem Gebirge der südlichen Ostalpen. Er liegt in der italienischen Provinz Südtirol und ist Teil des Nationalparks Stilfserjoch. Ihren Namen trägt die Hochwand nach dem nördlich gelegenen Ort Tschengls im Vinschgau. Nach Nordwesten, Osten und Südwesten sendet sie ausgeprägte, teilweise begehbare Grate. Der Berg hat von Norden gesehen die Form einer flachen Felspyramide. Seine Nordwand ist allerdings nur in schwieriger Felskletterei zu durchsteigen. Er ist wegen seiner guten Rundsicht nach allen Seiten und der leichten Erreichbarkeit von der Düsseldorfer Hütte aus ein auch im Winter als Skitour oft begangener Gipfel. Zuerst bestiegen wurde die Tschenglser Hochwand am 3. September 1871 durch den Prager Alpinisten Victor Hecht und den Bergführer Johann Pinggera.

## Umgebung
Gletscher finden sich bei der Tschenglser Hochwand nur im Osten. Südlich des Ostgrats liegt der Kleine Angelusferner und nördlich erstreckt sich der Tschenglser Ferner. Benachbarte Berge sind im Verlauf des Ostgrats die 3306 Meter hohe Schafbergspitze, südlich daran anschließend liegt, getrennt durch den auf 3224 Metern Höhe liegenden Wegübergang Zayjoch, der Kleine Angelus mit 3318 Metern Höhe. Im Verlauf des Südwestgrats liegt in etwa zweieinhalb Kilometern Entfernung das Hintere Schöneck (3128 m) und im Verlauf des Nordwestgrats dann in einer Entfernung von gut zwei Kilometern der Pederfick mit 3114 Metern Höhe. Nach Norden fällt die Hochwand hinab zum Vinschger Talboden, für das vom Südwesten nach Nordosten verlaufende Zaytal bildet sie den nordöstlichen Talschluss. Die nächsten bedeutenden Siedlungen sind der Wintersportort Sulden (Solda) im Suldental, der etwa fünfeinhalb Kilometer Luftlinie südwestlich der Tschenglser Hochwand liegt, und Tschengls, das etwa fünf Kilometer nördlich liegt.

## Stützpunkt und Besteigung
Der Weg von Hecht und Pinggera im September 1871 führte von Sulden im Südwesten aus durch das Zaytal hinauf zu einer Scharte im Südwestgrat der Hochwand. Ihr Abstieg führte durch das Razoital und die Stieralpe zurück nach Sulden. Für den Aufstieg brauchten sie knapp fünf Stunden. Dieser Weg ist auch heute noch der Normalweg der leichteste Anstieg. Als Stützpunkt kann die Düsseldorfer Hütte auf einer Höhe von 2721 Metern dienen. Der Weg ist heute stellenweise mit Drahtseilversicherungen versehen und wird sehr oft begangen. Allerdings besteht in einer Rinne, die zum Grat führt, im Sommer Steinschlaggefahr, im Winter für Skibergsteiger Lawinengefahr. Die Gehzeit beträgt etwa 2½ Stunden von der Düsseldorfer Hütte aus. Andere Anstiege führen seit 1899 durch die Südwand (Erich-Otto-Route) als Klettersteig, seit 1896 über den Ostgrat mit Kletterstellen im UIAA-Grad III-, seit 1893 durch die 400 Meter hohe Nordwand (Hochwand) (UIAA-Grad III) und als Gratübergang vom Hinteren Schöneck, 1885 begangen mit einer Schlüsselstelle im UIAA-Grad III+.